# فاکتور رشد مشتق از پلاکت
فاکتور رشد مشتق از پلاکت، (به انگلیسی: Platelet-derived growth factor (PDGF)) یکی از فاکتورهای رشد با ساختاری پروتئینی است. این پروتئین‌ها در رشد و متابولیسم سلول‌های زیادی دخیل هستند و نوعی سیتوکین هستند.

## کارکرد
این فاکتور رشد در رشد سلول‌های مزانشیمال مؤثر است مانند سلول‌های عضلات صاف و سلول‌های گلیال.